# Друга збірна Ірану з футболу
Друга збірна Ірану з футболу (перс. تیم ملی فوتبال ب ایران) — дублююча команда національної футбольної збірної Ірану. Управляється Федерацією Футболу Ісламської Республіки Іран (I.R.I.F.F.). Проводить товариські матчі проти дублюючих збірних, а також перших збірних інших країн.

## Друга збірна Ірану на міжнародних турнірах
- Іранський міжнародний турнір 1974[en]: Півфінал
- Іранський міжнародний турнір 1974[en]: Фінал
- Кубок Великої стіни 1983:[2] 9 місце
- Міжнародний турнір Фаджр 1986[en]: Груповий етап
- Золотий кубок президента 1989:[3]: 3-тє місце
- Ісламські ігри солідарності 2005[en]: 3-тє місце
- Чемпіонат Федерації футболу Західної Азії 2007[en]: Чемпіон

## Тренери
- Нассер Ебрагімі (February 1986)
- Біян Золфагарнасаб (квітень 2005)
- Парвіз Мазлумі (червень — липень 2007)
- Маркар Агаяніан (січень — листопад 2012)
- Антоніу Сімойнш (листопад 2012 — лютий 2014)